# Народно-демократична партія патріотів України
Народно-Демократична партія патріотів України (попередні назви — Ліберально-демократична партія патріотів України; Партія Реабілітації Народу України; Партія реабілітації тяжкохворих України) зареєстрована Міністерством юстиції України 22.12.1994 р. (свідоцтво № 614), головою обраний Черниш Григорій Семенович.

## Опис символіки
Логотип Партії - це зображення кристалічної решітки мінералу Топаза, каменю Господа Бога, в центрі якої розміщена планета Земля і скорочена назва Партії — ПРТУ.
Золота голка, обвита змією, що пронизує по вертикалі планету, обвиту двома колами — одне менше, знаходиться всередині більшого, які у верхній частині з'єднані. На колах зображені топази, як символ духовного і матеріального добробуту людини, за який бореться партія.
Кристалічна решітка, що розміщена в середині меншого кола — символ життя і добробуту на Землі.
1. Прапор ПРТУ являє собою полотнище блакитно-зеленого кольору, розміром 2,7×1,5 м.
2. Зелений колір знизу (1/3 розміру) — символ життя на Землі.
3. Блакитний колір зверху (2/3 розміру) — символ Всесвіту.
4. Поєднання зеленого та блакитного кольорів хвилястою лінією являє собою поєднання земного життя із Всесвітом.
5. У верхньому лівому кутку прапора розміщено емблему ПРТУ.
6. У верхній частині прапора ПРТУ зображено девіз ПРТУ — ХТО МИЛОСТИВИЙ ДО ВБОГОГО, ТОЙ ПОЗИЧАЄ ДЛЯ ГОСПОДА І ЧИН ЙОГО ВІН НАДОЛУЖИТЬ ЙОМУ.

## Основна мета
Розбудова демократичного суспільства на основі народовладдя, сприяння забезпеченню соціальної захищеності усіх верств населення, національно-культурних потреб етнічних ґруп на всій території України, ліквідації наслідків Чорнобильської катастрофи та захисту населення, що постраждало від наслідків аварії.

## Історія
15.07.2001 р. відбувся 3-й з'їзд партії.
15.01.2002 р. відбувся 4-й з'їзд.
Вибори-2002. Партія йшла на вибори самостійно (в БВО — 124 канд.) — 20 місце з 33: 91 098 голосів (0,35%).
06.07.2004 відбувся 5-й з'їзд. Партія висунула кандидата на пост Президента України Г.Черниша (не здав підписи і вибув з виборчої кампанії). Внесено зміни до Статуту, змінено кер. органи, змінено назву партії: на Партію реабілітації народу України.
12.11.2005 р. відбувся 6-й з'їзд, розглянуто кадрові питання (звільнення і призначення керівників регіональних організацій, обрання нових членів правління), питання участі у виборах народних депутатів України.
23.12.2005 р. відбувся 7-й з'їзд, розглянуто кадрові питання, про участь у виборах народних депутатів України (документи на реєстрацію 72-х кандидатів від ПРНУ прийнято ЦВК), про всеукраїнську конференцію ПРНУ.
Участі у виборах-2006 до ВР України не бере. Подано документи на реєстрацію 26 кандидатів в депутати Київської міськради, голова ПРНУ Г. Черниш зареєстрований кандидатом на посаду Київського міського голови.